# 室内協奏曲 (ベルク)
室内協奏曲（しつないきょうそうきょく、ドイツ語: Kammerkonzert）は、アルバン・ベルクが作曲したヴァイオリンとピアノおよび管楽合奏のための協奏曲。

## 概要
オペラ『ヴォツェック』完成後の1923年から作曲が始められ、師アルノルト・シェーンベルクの50歳の誕生日である1924年9月13日を目指して作曲が進められたが間に合わず、1925年7月に仕上げられた。ベルクは、自身の40歳の誕生日である同年2月9日付の公開書簡において、この曲はシェーンベルクおよび自身の誕生日、そして2人の20年にわたる友情を祝ったものだと述べている。初演は1927年3月19日にベルリンにおいて、ヘルマン・シェルヘンの指揮で行われた。
無調で書かれており、音列による作曲技法が使われているが、十二音技法はまだ導入されていない。作曲にあたっては『抒情組曲』などと同様にベルクの私的要素が密接に関連しており、音名象徴の活用や数秘的な思考など、様々な意図が込められている。また、ベルク自身が上記の公開書簡においてシェーンベルクの『セレナード』からの影響について言及している。
「3」という数が重要な意味を持っており、全3楽章からなり、シェーンベルク、ベルク、アントン・ウェーベルンの3人の名がモットーを形成し、ピアノ、ヴァイオリン、管楽器群という3群で編成されている。またシェーンベルクの50歳と関連した「5」も重要な数字で、冒頭のモットーは5小節からなり、第1楽章の変奏は5回、また第2楽章のリズム動機は5つの音から構成されている。そして、3×5から得られる15は、総楽器数と等しい。
1935年にベルクは、第2楽章をピアノ、ヴァイオリン、クラリネットという編成のために編曲している。これはバルトーク・ベーラの『コントラスツ』やイーゴリ・ストラヴィンスキーの『兵士の物語』室内楽版と同じ編成である。

## 楽器編成
独奏と13の管楽器で編成される。ホルンのみ二人の奏者が必要となる。
- 独奏ピアノ
- 独奏ヴァイオリン
- ピッコロ
- フルート
- オーボエ
- コーラングレ
- Es管クラリネット
- A管クラリネット
- バスクラリネット
- ファゴット
- コントラファゴット
- ホルン2
- トランペット
- トロンボーン

## 楽曲構成
全3楽章からなり、演奏時間は約35分から40分（作曲者の指定によれば9分、15分、15分）。全曲は通して演奏されるが、各楽章を独立演奏するためのコーダも書かれている。
- モットー
第1楽章に先立ち、シェーンベルクの名から取られたA-D-Es-C-H-B-E-G、ウェーベルンから取られたA-E-B-E、ベルクの名によるA-B-A-B-E-Gの3つの動機が提示される。これらは第1楽章において主要動機として扱われる。
- 第1楽章 スケルツォ風主題と変奏曲（Tema Scherzoso con Variazioni）
Leicht beschwingt（明るく、軽快に） - Schwungvoll（躍動的に）、6/4拍子。30小節の主題と5つの変奏からなり、ヴァイオリンはほとんど登場しない。第5変奏では主題が原型に近い形で用いられるため、これをソナタ形式における再現部とみなすこともできる。スケッチの段階では「友情」と題されており、5つの変奏にはそれぞれベルクの友人たちの名前が付されていた。全240小節。
- 第2楽章 アダージョ（Adagio）
Adagio、2/4拍子。ピアノがほぼ登場しないヴァイオリン協奏曲風の楽章で、A-B-A'-A'-B-Aの複合三部形式。スケッチでは「愛」と題されていた。柴田南雄によると、冒頭の旋律H-G-F-A-D-Esは"helliche Grüsse für Arnold Schönberg"（「アルノルト・シェーンベルクへ心からの挨拶」）の略だという。また、1923年に死去したシェーンベルクの妻マティルデ（Mathilde）を表わすA-H-D-Eの動機も活用される。中央部分でピアノの低音Cisが12回打たれるが（この部分は『セレナード』第6曲の影響が指摘されている）、この部分を軸として音楽は（変奏されながら）シンメトリックに逆行されていく。こちらも全240小節。
- 第3楽章 序奏とロンド・リトミコ（Rondo Ritomico con Introduzione）
4/4拍子。スケッチでは「世界」と題され、「人生、万華鏡的」と書きつけられている。シェーンベルクの動機を扱ったピアノのパッセージが現れると、既出動機をピアノとヴァイオリンが自由に変奏するカデンツァが始まる。木管の奏する第1楽章主題を合図にロンドとなり、既出の主題を様々に絡ませながらエネルギッシュに展開していく（ロンドと銘打たれているが、実際にはそれぞれ二分可能な主題提示部と展開部を含むソナタ形式に近い）。コーダを経て最後にモットー同様に冒頭の3人の動機が現れ、静かに終わる。全480小節からなるが、ちょうど前の2楽章の合計と同じ小節数であり、これらと同じく6つの部分（カデンツァ-主題提示1-主題提示2-展開部1-展開部2-コーダ）からなる。